# Lockeport
Lockeport è una municipalità del Canada, situata nella provincia di Nuova Scozia.